# Lanrivain
Lanrivain (tiếng Breton: Larruen) là một xã của tỉnh Côtes-d’Armor, thuộc vùng Bretagne, tây bắc Pháp.

## Dân số
Người dân ở Lanrivain được gọi là Lanrivanais.